# Stanisław Staszic
Pour les articles homonymes, voir Staszic.
Stanisław Wawrzyniec Staszic, né le 6 novembre 1755 à Piła et mort le 20 janvier 1826 à Varsovie, est un ecclésiastique, scientifique, écrivain et homme d'État polonais de la fin du XVIIIe et du début du XIXe siècle, dont l'œuvre et l'action se situent dans la tradition du Siècle des Lumières.
Explorateur, auteur de la première carte géologique de Pologne, découvreur du charbon à Dąbrowa Górnicza, il est considéré comme le père de la géologie polonaise. Il a contribué de façon notable à la démocratisation de l’instruction publique et au développement des sciences et de l’industrie polonaises. 
Il est aussi le créateur de la première coopérative agricole en Europe. 

## Biographie

### Origines familiales et formation
Stanisław Staszic est né à Piła, ville de Grande-Pologne, dont son père, Wawrzyniec Staszic, était bourgmestre. 
Il fait sa scolarité dans le prestigieux Collegium Posnianae, tenu par les Jésuites, puis au séminaire, où il obtient son diplôme et est ordonné prêtre en 1778. Tout au long de ses études, il a travaillé comme précepteur. 
En 1779, il part poursuivre ses études à l'étranger, d'abord à l'Université de Leipzig puis à Göttingen, enfin à Paris, au Collège de France où il assiste à des cours de physique et de sciences naturelles de Louis Jean-Marie Daubenton et de Mathurin Jacques Brisson et où il fait connaissance avec Buffon, dont il sera plus tard le traducteur en polonais. Il est possible que ce voyage ait été financé par le chancelier de Pologne Andrzej Zamoyski, rencontré par Staszic en 1772. 
Durant son voyage de retour, Staszic fait un détour par les Alpes et les Apennins. Ce voyage éveille son intérêt pour les études géologiques et socio-économiques.

### Au service du chancelier Zamoyski (1781-1790)
À l'automne 1781, il entre au service du chancelier Zamoyski et de son épouse Constance Czartoryska, en tant que précepteur de leurs trois enfants, Aleksander (1770-1800), Anna Jadwiga (1772-1859) et Stanisław (1775-1856), vivant avec la famille à Bieżuń (Mazovie) ou à Varsovie, selon la saison. 
En 1782, Staszic obtient un doctorat de droit et de lettres françaises à l'Académie Zamoyski située à Zamość, dans la partition autrichienne de 1772. 
En 1783, les Zamoyski s'établissent de façon permanente dans leurs domaines de Zamość. Durant cette période, Staszic est toujours gouverneur des enfants, mais aussi conseiller économique et ami de la famille. Il donne des cours de langue française à l'Académie Zamoyski jusqu'à sa fermeture en 1784 par les autorités autrichiennes. Il traduit des ouvrages du français en polonais et écrit des traités sur des sujets divers.
En 1787, Staszic publie ses Remarques sur la vie de Jan Zamoyski, dans lesquelles, sous couvert de la biographie d'un homme du XVIe siècle, il promeut des réformes importantes du système politique polonais : réforme du servage, réduction du rôle de la noblesse, renforcement du pouvoir du gouvernement. En 1790, paraissent les Mises en garde pour la Pologne. Bien que Staszic ne participe pas aux travaux de la Diète de Quatre ans (1788-1792), cet ouvrage joue un rôle dans l'élaboration de la Constitution du 3 mai 1791.
En 1789, il entreprend des voyages dans les domaines des Zamoyski et poursuit ses observations de tous ordres. Chercheur inlassable, Staszic note tout ce qu'il remarque dans son journal, qui est parsemé d’indications sur l’agriculture, la géologie, l’économie, l’art, la population, l’artisanat, les monuments, les phénomènes naturels, les coutumes populaires dans les contrées qu’il parcourt. 
En 1790-1791, il accompagne les Zamoyski au cours d'un voyage en Italie.

### Au service de la Pologne (1794-1806)

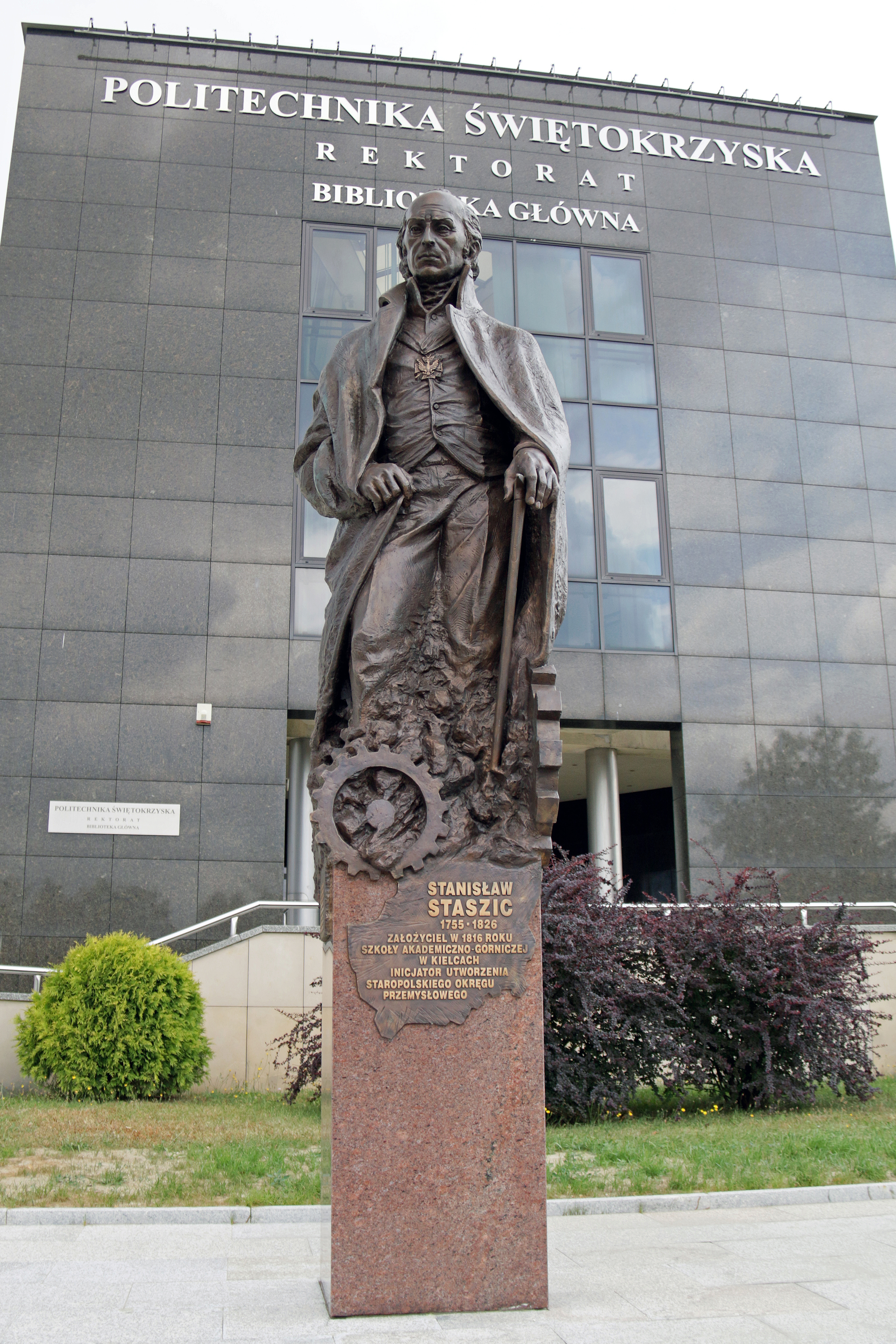

Après la mort d'Andrzej Zamoyski (1792), il reste au service d'Anna Jadwiga qui épouse en 1794 Alexandre Sapieha. Il est leur conseiller et gestionnaire des biens ; en échange, Anna achète pour lui un domaine à Hrubieszów (en tant que bourgeois, Staszic n'a pas le droit de posséder des terres). Staszic va aussi intéresser Sapieha aux études géologiques. 
Staszic soutient l'insurrection de Kosciuszko en 1794 dont la défaite a pour conséquence le troisième partage de la Pologne (1795).  
Staszic et Sapieha s'impliquent dans les activités de la Société des Amis des sciences dès sa création en 1800. Cette société a pour but de préserver l'activité scientifique polonaise alors que l'État polonais n'existe plus. Sapieha, après l'exploration de régions de Pologne, part étudier les Balkans en 1802-1804, expédition à laquelle Staszic apporte son aide financière.
En 1804-1805, Staszic séjourne en France pour se documenter en matière scientifique et, à son retour, explore les monts Tatras.

### L'époque du Duché de Varsovie (1807-1815)
Bien que sceptique à l'égard de Napoléon, il donne toute son énergie pour le développement scientifique et économique du Duché de Varsovie, en tant que membre du conseil de l'instruction publique (ministère de l’Éducation nationale à partir de 1811) dirigé par Stanisław Potocki. 
Le 16 octobre 1808, après la mort de Jean-Baptiste Albertrandi, Staszic est élu à l'unanimité président de la Société des Amis des sciences, fonction qu'il occupera jusqu'à la fin de sa vie, fournissant les fonds nécessaires au développement de l'institution et à la construction de son nouveau siège (le palais Staszic). 
En 1808, il entre au Conseil d’État comme référendaire, et devient conseiller en 1810. Il participe avec Feliks Łubieński à la création à Varsovie d'une école de droit (1808) et d'une école de médecine (1809) et préconise la création d'une université, étant donné que les universités de Cracovie, de Lwów et de Wilno se trouvent désormais en territoire autrichien ou russe.  

### L'époque du Royaume de Pologne (1815-1826)
Après la transformation du Duché de Varsovie en Royaume de Pologne sous tutelle russe, Staszic devient membre du gouvernement du nouvel État en tant que directeur du département de l'Industrie et de l'Artisanat. Il initie des recherches scientifiques dans l’intérêt économique du pays. C'est un pionnier de l'industrialisation de la Pologne. La première carte géologique de la Pologne est le fruit des nombreuses années de ses recherches sur ce sujet. Sous son impulsion, le petit village de Dąbrowa Górnicza devient progressivement une des villes les plus industrialisées de Haute-Silésie.
En 1816, conformément à son vœu, l’École de droit et l’École de Médecine  fusionnent pour donner naissance à l’Université de Varsovie. Et c'est grâce à lui que l'Académie des mines de Kielce (1816), l'Institut agronomique de Marymont et l’École préparatoire à l'Institut polytechnique sont créés.
L’une des plus grandes réalisations de Staszic est la Société agricole de Hrubieszów, fondée en 1816. Après avoir acquis plusieurs domaines à Hrubieszów, il y abolit le servage et donne de la terre aux paysans, le reste étant offert à la Société qui organise une coopérative d'épargne et de crédit, établit un hôpital et une école et accorde des bourses.
En 1824, il devient ministre d’État.
Ses funérailles en 1826 réunissent plus de 20.000 personnes. Il lègue tous ses biens au profit des hôpitaux, des écoles et pour l'érection d'un monument de Nicolas Copernic à Varsovie.

## Les idées de Stanislas Staszic

### Sur l'éducation
Il attache une grande importance à l’éducation dont le but est la préparation au service de la société et la prospérité de la nation. Il insiste sur la nécessité d’enlever à l’Église la tutelle de l’instruction et postule la réduction de l'éducation religieuse au profit de l'éducation morale. Puisque le bonheur de la société vient de l’utilité de tous ses membres, « l’éducation elle-même, écrit-il, doit servir au citoyen, lui être utile. » Elle doit être accessible à toutes les couches sociales  
Sur le plan pédagogique, il propose d’appliquer dans les écoles le principe de l'association de la théorie et de la pratique et met l'accent sur les sciences : mathématiques, physiques et chimiques. Son programme pour la Commission de l’éducation nationale en témoigne.

### Sur le système politique
Sur le plan politique, il est pour un renforcement du pouvoir royal. Il s’oppose à l'élection du roi par la Diète et prône la succession héréditaire. Il souhaite la fin du « liberum veto », c'est-à-dire la possibilité pour tout membre de la Diète de mettre (à lui seul) une loi. Il réclame que l'entrée à la Diète de représentants de la bourgeoisie. Il voit aussi la nécessité de créer une armée de métier permanente. Ce programme fut en partie satisfait par la Constitution de 1791.
La critique des aristocrates (la très haute noblesse) occupe une place à part dans ses œuvres. Il les rend responsables de la chute du pays : « Seuls les seigneurs contribuent à la perte des Polonais ». Selon Staszic, ils ont éteint le respect pour la loi et ont contribué aux partages de la Pologne. Leur conduite dictée, selon lui, par l'égoïsme est capable de les mener à la trahison.

### Sur le progrès social
Stanisław Staszic se préoccupe de la condition servile de la paysannerie polonaise : il ne va pas jusqu'à demander l'affranchissement des serfs, mais propose de remplacer les corvées par un loyer et de refuser aux seigneurs le droit de chasser un serf sans décision d'un tribunal. Il demande d'ailleurs la suppression des tribunaux seigneuriaux. 
Il exige des mesures en faveur de la bourgeoisie urbaine, afin d'assurer le développement des villes et l’industrialisation du pays.

## Distinctions
Pour ses accomplissements, Stanisław Staszic a été décoré de l'ordre de Saint Stanislas en 1815 et de l'Ordre de l'Aigle Blanc en 1824.

## Hommage
La prestigieuse École des mines et de la métallurgie de Cracovie porte son nom.

## Œuvres

### Ouvrages publiés de son vivant
- Uwagi nad życiem Jana Zamoyskiego (Remarques sur la vie de Jan Zamoyski), 1787, disponible en ligne (original),
- Przestrogi dla Polski (Mises en garde pour la Pologne), 1790
- O ziemiorództwie Karpatów i innych gór i równin Polski (De la naissance des Carpates et d’autres montagnes et des plaines de Pologne), 1815
- Ród Ludzki (L'espèce humaine), 1820
- une traduction en polonais de l'Iliade, 1815.

### Autres
- Dziennik podróży Ks. Stanisława Staszica, 1777-1791 (Journal des voyages de l'abbé Stanislas Staszic 1777-1791), Varsovie, E. Wende, 1903
- Dziennik podróży Stanisława Staszica 1789-1805, Cracovie, Académie polonaise, 1931
- Autobiografia ; Testament, Piła, Musée Stanislas Staszic, 2005